# Melitón de Sardes

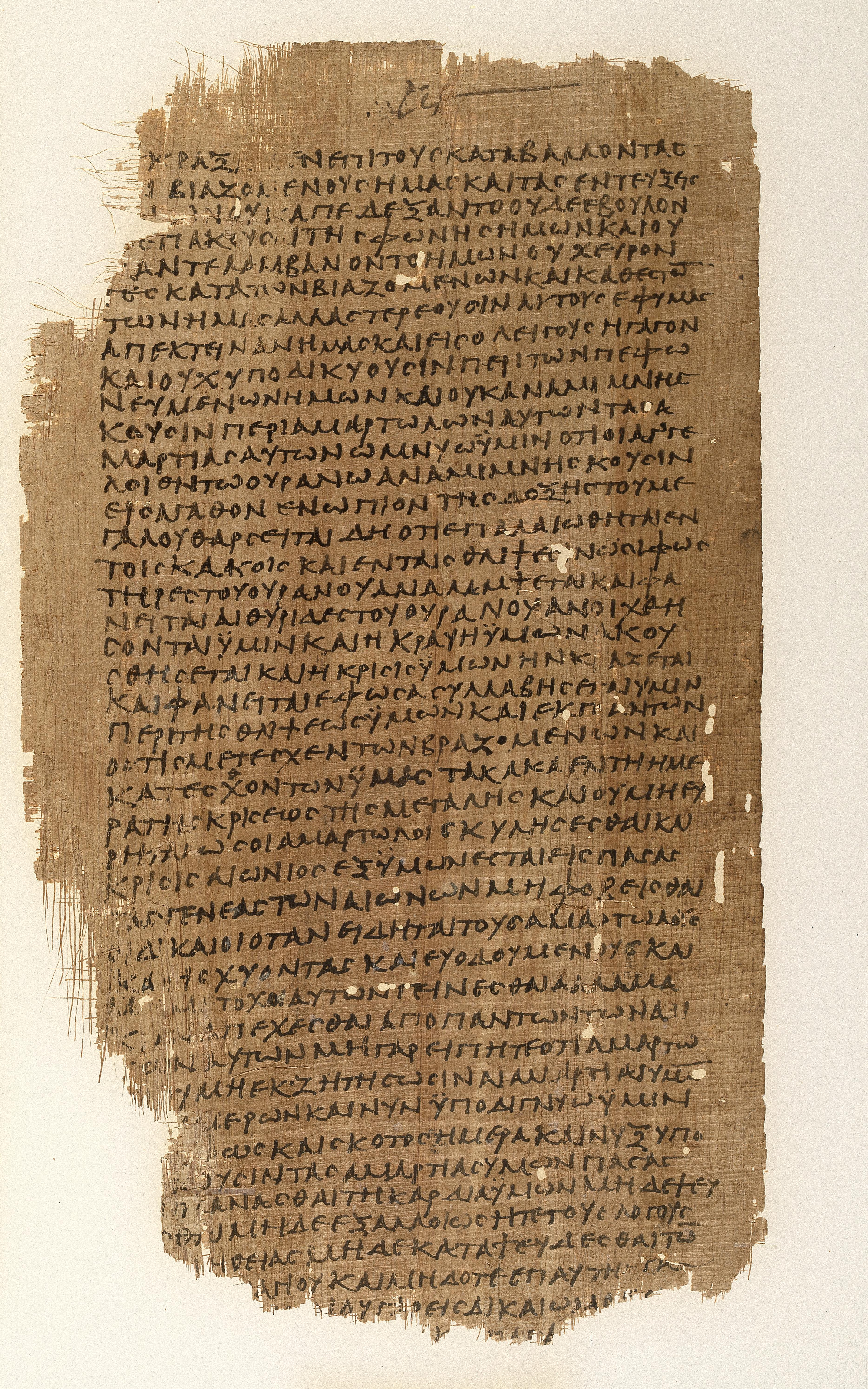
Homilía atribuida a Melitón de Sardes
Papiro Chester Beatty.

Melitón de Sardes (muerto cerca del año 180) fue un obispo, venerado como santo tanto ortodoxo como católico, es uno de los Padres de la Iglesia del siglo II que ejerció el episcopado de la ciudad de Sardes, cerca de Esmirna en Asia Menor. San Jerónimo, hablando del canon del Antiguo Testamento establecido por Melitón, cita a Tertuliano sobre el hecho de que fue un profeta muy estimado por los fieles. Su fiesta se celebra el 1 de abril.
Aunque solo sobreviven fragmentos de sus trabajos, San Melitón fue un prolífico escritor del cristianismo primitivo. A juzgar por las listas de sus trabajos preservadas por Eusebio y san Jerónimo. Escribió una célebre apología del cristianismo que envió a Marco Aurelio.
San Melitón listó el primer canon cristiano del Antiguo Testamento, conteniendo casi exclusivamente los libros protocanónicos a excepción del Libro de Ester. De esta forma, representaba casi el mismo canon usado por los Judíos y la mayoría de los Protestantes. Melitón no incluía los otros libros deuterocanónicos usados por la Iglesia católica, la Iglesia ortodoxa, la Iglesia Copta y otras iglesias cristianas.
Su obra Peri Pascha ("Homilía de Pascua") es un texto que fue reconstruido de fragmentos en la década de 1930. El orden en que los fragmentos fueron ensamblados es una posible reconstrucción. Queda claro según Eusebio que San Melitón celebraba la Pascua el día catorce de Nisán, en lugar de al domingo siguiente (Eusebio, Historia Ecclesiastica 5.24), por lo que se le consideraba cuartodecimano (que celebraba la Pascua el 14 de Nisán en lugar de al domingo siguiente). Esta homilía, si no se contextualiza, puede parecer antisemita y ha sido objeto de mucha controversia.
Parece ser que San Melitón creía en el reino milenario de Cristo en la Tierra. Escribió contra la idolatría apoyándose en las enseñanzas de los Padres para condenarla (cf. Apología a Marco Aurelio Antonio de San Melitón). Presentó paralelos elaborados entre el Antiguo Testamento (como el molde) y el Nuevo Testamento (como la verdad que rompe el molde) en una serie de Eklogai, seis libros de extractos de la Ley y los Profetas presagiando a Cristo y el cristianismo; un pasaje citado por Eusebio contiene el famoso canon del Antiguo Testamento de Melitón.
Orígenes, en una nota breve, relata que San Melitón se adscribía corporalmente a Dios, y creía que la semejanza de Dios se preservaba en el cuerpo humano. La nota es muy breve como para saber exactamente a qué podría haberse referido San Melitón.
En una carta de Polícrates de Éfeso al Papa Víctor I cerca del año 194, mencionada por Eusebio de Cesarea (Historia Ecclesiae libro V, 24) dice: «Melitón el eunuco fue enterrado en Sardes.»
La reputación de San Melitón como escritor permaneció durante la Edad Media: muchas obras fueron adscritas pseudoepigráficamente a él.